# フランス国立古文書学校

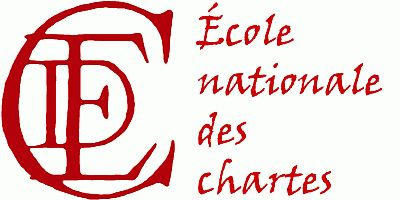
ロゴ

フランス国立古文書学校（フランス語: École nationale des chartes）は、主に、文書館、図書館、博物館・美術館において文化遺産管理に携わる上級専門職であるコンセルヴァトゥールの養成を目的とする、PSL研究大学に加盟する一校である。グランゼコールのひとつ。選抜試験に合格し入学した学生は研修生の身分を得、俸給を受ける。現在の校長はミシェル・ビュベニセック（fr:Michelle Bubenicek）。

## 沿革
フランス国立古文書学校は1821年2月22日の勅令によって設立されたが、1823年に一旦閉鎖された。1829年11月11日の勅令によって再び開校。1834年3月に第1期の卒業生が職に就いた。この時の首席がアレクサンドル・トゥレ (Alexandre Teulet) である。学校の所在地はパリ市内だが、時代によって異なる。開校時には王立図書館内（現在のリシュリュー館内）に併設された。1862年以降はフランス国立文書館 (Archives nationales) 近くのブルトゥイユ館に移った。その後、パリ大学神学部が政教分離法によって廃止されて以降は、ソルボンヌ校内の神学部用に用意されていた教室に移った。2014年、フランス国立図書館（旧館）にほど近いパリ2区のリシュリュー通りへ移転して現在に至る。

## 設立趣旨

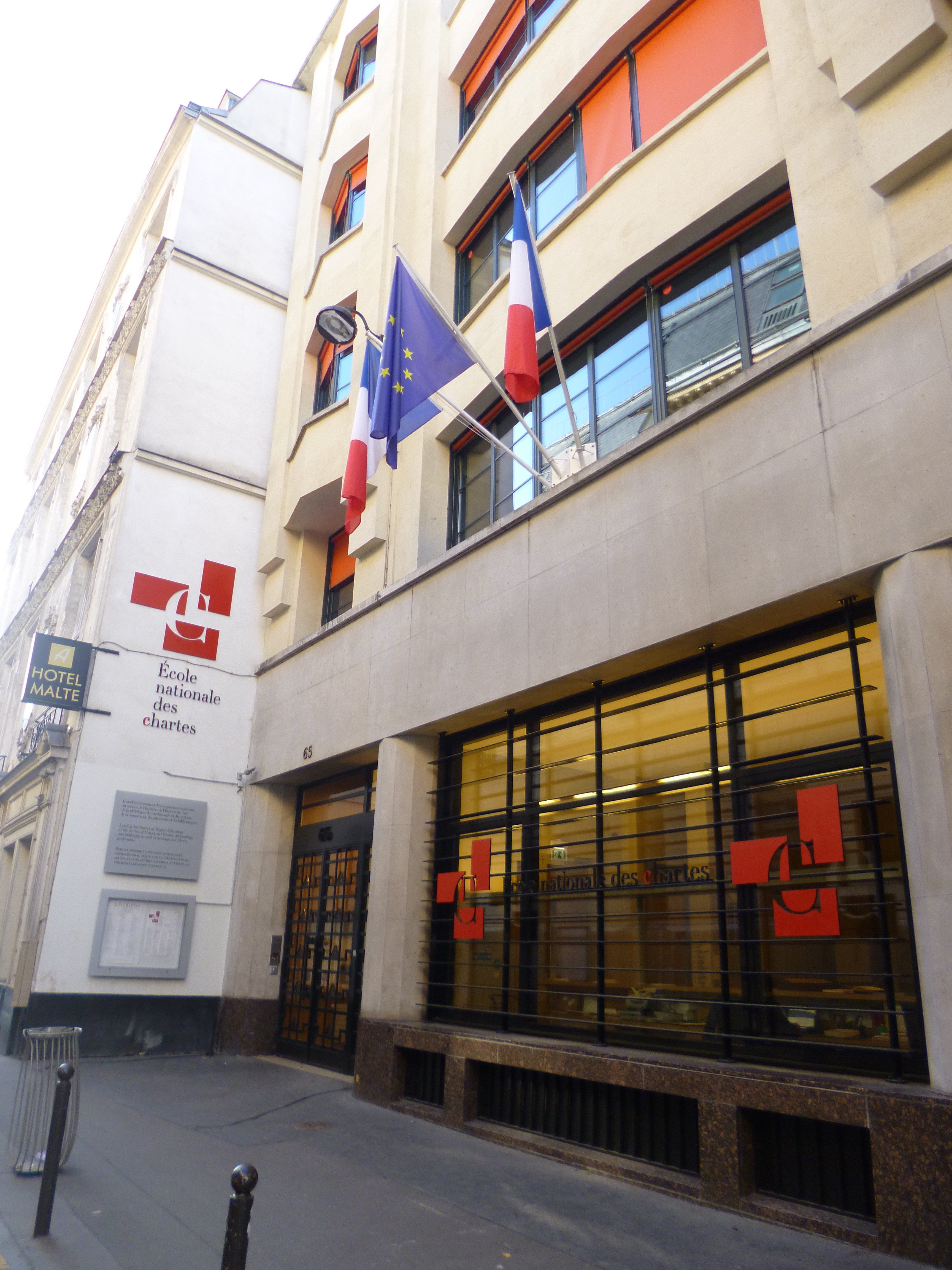
フランス国立古文書学校

現在の国立古文書学校の方針は1987年10月8日の政令（87-832号）および2005年12月30日の政令による補足（2005-1751号）で規定されている。
この政令の第3条によれば、「国立古文書学校は、公文書館および図書館の学芸員養成を目的とする。国内の文化財の研究や運用に寄与する全ての職員の養成に協力する。人文科学および社会科学、特に史料批判、史料の活用、保存、提供に関係する諸分野を専門とする学生を募集することによって、養成をおこなう。古文書学校はこれらの諸分野で研究活動をおこなうと共に、研究成果の公表や活用をおこなう……」。
古文書学校卒業資格を得るには、通常の大学で習うような分野ごとに細分化された仕方ではなく、様々な学問領域の知識を横断的に用いる能力があると証明する必要がある。古文書学校の教育を通じて、ロマネスク様式の教会を前にしても、17世紀の古文書や古びた陶器の破片、ルイ14世時代の地方長官の手紙やパトリス・シェローの作った映画を目の前に出されても、動ずることなく対処できる最低限の能力を獲得することが求められる。
付属機関として、Unité régionale de formation à l'information scientifique et technique (URFIST) de Parisおよびcomité des travaux historiques et scientifiquesがある。
国立古文書学校はしばしば保守主義的であるという批判を受けてきたが、その当否はともかく、近年では急速な変貌を遂げつつある。こうした変化は1992年から2001年まで校長を務めたイヴ＝マリー・ベルセ、2001年から2006年まで校長を務めたアニタ・グロ＝ジャラベールによって推進され、さらにその後を受けた校長ジャック・ベルリオーズによって2006年度新学期から修士課程が創設された。こうした変革の大きな狙いは、第一に、新しい技術を応用して文化遺産の研究や保存に役立てるため技術的教育の強化、そして第二に、ヨーロッパ他国の類似機関との連繋をさらに緊密にし組織化することである。

## 入学試験
学生（「chartiste」と呼ばれている）は選抜試験を経て入学を許される。入学試験には二つのセクションがある。
- セクションA「古典文献」では、中世史、近代史、ラテン語などの教科から出題される。
- セクションB「現代文献」では、近代史、現代史、各国の現代語などの教科から出題される。

ここでフランス史の3教科は次のように分かれている。
1. 中世史 - ガリア時代から1484年まで
2. 近代史 - 1483年から1815年まで
3. 現代史 - 1815年から現代まで

古文書学校はグランゼコールの一つであり、高校（リセ）卒業後、いくつかの名門校に置かれた文系準備課程（準備学級）に進学して、2年から4年にわたる準備教育を受ける必要がある。セクションAの準備学級は3箇所。パリのアンリ4世校、トゥールーズのピエール・ド・フェルマ校、ストラスブールのフュステル・ド・クランジュ校である。セクションBの準備学級はディジョンのカルノー校、トゥールーズのピエール・ド・フェルマ校、ストラスブールのフュステル・ド・クランジュ校の他、レンヌなどでも教えられている。
加えて、リサンス相当（ほぼ日本の大卒に相当）以上の学歴があれば、編入試験を経て古文書学校2年次に入学できることになっている。ただし実際上は、アグレガシオン合格者や博士号取得者など、もっと学歴の高い学生が応募している。
入学できる人数はたいへん少ない（3回の試験を合計しても1学年約25人）。フランス全土の古文書管理者ポストの欠員数を考えても、この人数は少なすぎると考えられる。
試験に合格し入学した学生は研修生の身分を得、俸給を受ける。留学生の場合俸給は得られないが、ほぼ同程度の額の奨学金制度がある。
卒業には3年9ヶ月間の修学期間に加えて卒業資格取得論文の提出が必要であり、卒業すると「古文書学アーキビスト（Archiviste-paléographe）」の卒業免状を得ることができる。また卒業生は、図書館情報学高等研究院（fr:École nationale supérieure des sciences de l'information et des bibliothèques、略称ENSSIB）や国立文化財研究所（fr:Institut national du patrimoine、略称INP）への進学試験を受験できる。文書館や図書館の上級専門職であるコンセルヴァトゥールになるためにはこの2つの学校に進学することが必須であるため、教授陣からも進学が推奨されている。こうした学業の終了後、卒業生は文化遺産の各分野におけるコンセルヴァトゥールになる他、研究や教育の道に進む者もいる。
いくつかの講義については、学生以外の聴講や、大学生の講義登録も認められている。
卒業生による団体Société de l'École des chartesがあり、1839年から学術誌Bibliothèque de l'École des chartesを年二回刊行している。

## 主な卒業生
- ミシェル・アントワーヌ - 歴史家。近代史
- オーギュスタン・コシャン - 歴史家。フランス革命史
- ジャン・ファヴィエ - 歴史家。中世史
- アルチュール・ジリー - 歴史家。中世史
- シャルル＝ヴィクトール・ラングロワ - 歴史家。中世史
- フェルディナン・ロー - 歴史家。中世史
- アンリ＝ジャン・マルタン - 歴史家。書物の歴史
- オーギュスト・モリニエ - 歴史家。
- ガストン・パリス - 歴史家。中世史
- レジーヌ・ペルヌー - 歴史家。中世史
- ジュール・キシュラ - 歴史家。考古学。ジャンヌ・ダルク研究
- レオポール・ドリール - 歴史家。フランス国立図書館館長（1874年-1905年）
- フランツ・フンク＝ブレンターノ - 歴史家。アルスナル図書館司書。バスティーユの歴史
- アンドレ・シャンソン - 小説家。アカデミー・フランセーズ会員
- アルチュール・ド・ラ・ボルドリー - 歴史家。
- ジョルジュ・バタイユ - 作家
- ギュスターヴ・カーン - 象徴派の詩人。芸術批評家
- ロジェ・マルタン・デュ・ガール - 作家
- ガブリエル・アノトー - 歴史家。外交官。政治家。高等研究実習院でも教え、のち仏外務省に。外相時代に英と対立しファショダ事件、また露仏同盟等推進。
- カミーユ・ペルタン - ジャーナリスト、作家、政治家
- ルネ・ジラール - 哲学者
- フランク・ジルー - 漫画原作者
- アルフレッド・メトロー - 人類学者。ハイチ研究
- オーギュスト・プーレ＝マラシ - 『悪の華』（ボードレール）の発行人

※ フランソワ・モーリアック、ジョゼ・マリア・ド・エレディア、アンドレ・フェルディナン・エロルドは入学はしたが卒業していない。シャルル・ボードレールは入学試験に失敗。